# Transporta

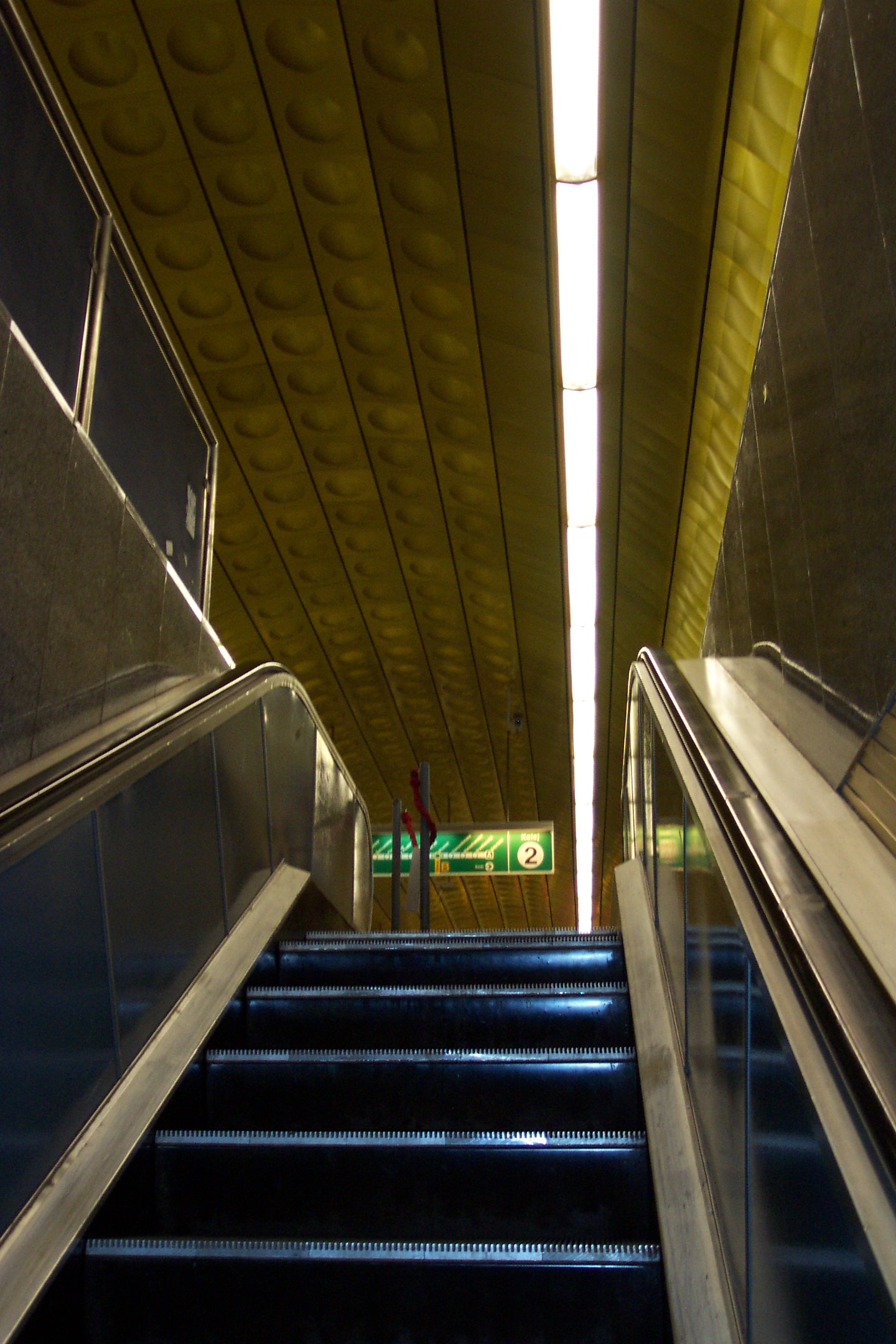
Eskalátor Transporta v pražském metru ve stanici Můstek, instalovaný roku 1985

Transporta byla česká firma vyrábějící především dopravní zařízení. Sídlo bylo v Chrudimi. Zakladatelem Transporty byl František Wiesner, který se v roce 1855 osamostatnil. Jeho syn František vybudoval dnešní Starý Závod. Dne 28. října 1945 byla Wiesnerova továrna znárodněna. Transporta i s pobočnými závody prošla fázemi národní podnik, koncernový podnik, státní podnik a akciová společnost. Výrobky Transporty nacházely odbyt nejen v tuzemsku, ale i v Evropě, Asii, Africe nebo Jižní Americe.
Ještě na počátku 90. let zaměstnával podnik přes 4500 lidí a jeho obrat dosáhl v roce 1997 více než dvě miliardy Kč. V říjnu 1999 na něj byl prohlášen konkurz.
V roce 2016 byla založena společnost TRANSPORTA Technology s.r.o. jako dceřiná společnost KLEMENT a.s. vlastnící všechna práva ke značce TRANSPORTA.
TRANSPORTA Technology s.r.o. působí na trhu v České republice a v zahraničí jako jediná společnost s právem užívání ochranné známky TRANSPORTA. Skupina TRANSPORTA je tvořena ze společnosti TRANSPORTA Technology s.r.o., TRANSPORTA s.r.o. a od roku 2023 i z výrobní společnosti TRANSPORTA W-O-R-K-S s.r.o.

## Výrobní sortiment
Transporta s pobočnými závody měla v ČSSR postavení jako monopolní výrobce osobních výtahů, rychlovýtahů a eskalátorů. Značná část výroby byla věnována dálkové pásové dopravě především pro doly a uhelné elektrárny. Do dalšího širokého spektra výrobků patřily výkovky, odlitky, obrobky, modely, nástroje a další. Nelze opominout také rozsáhlou výrobu stavební a manipulační techniky. Zde vynikají vysokozdvižné vozíky s čelním ložením typ DVHM a především vysokozdvižné vozíky s bočním ložením, určené pro transport dlouhých těles typ DBHM a YB. Používány jsou na pilách a tam, kde jsou přepravována dlouhá břemena. Regálové zakladače typu RZK, RZP a RZT s přesuvnami typ PM s navazující na skladovou a předskladovou dopravou. Sklady byly dodávány s ručním řízením i plně automatizované s dispečerským řízením. Regálové zakladače byly použity jako mezioperační doprava obráběcích center. Podvalníky a buldozerová zařízení pro nákladní vozidla Tatra – radlice typ BZT a využívala ČSLA i zahraniční armády.

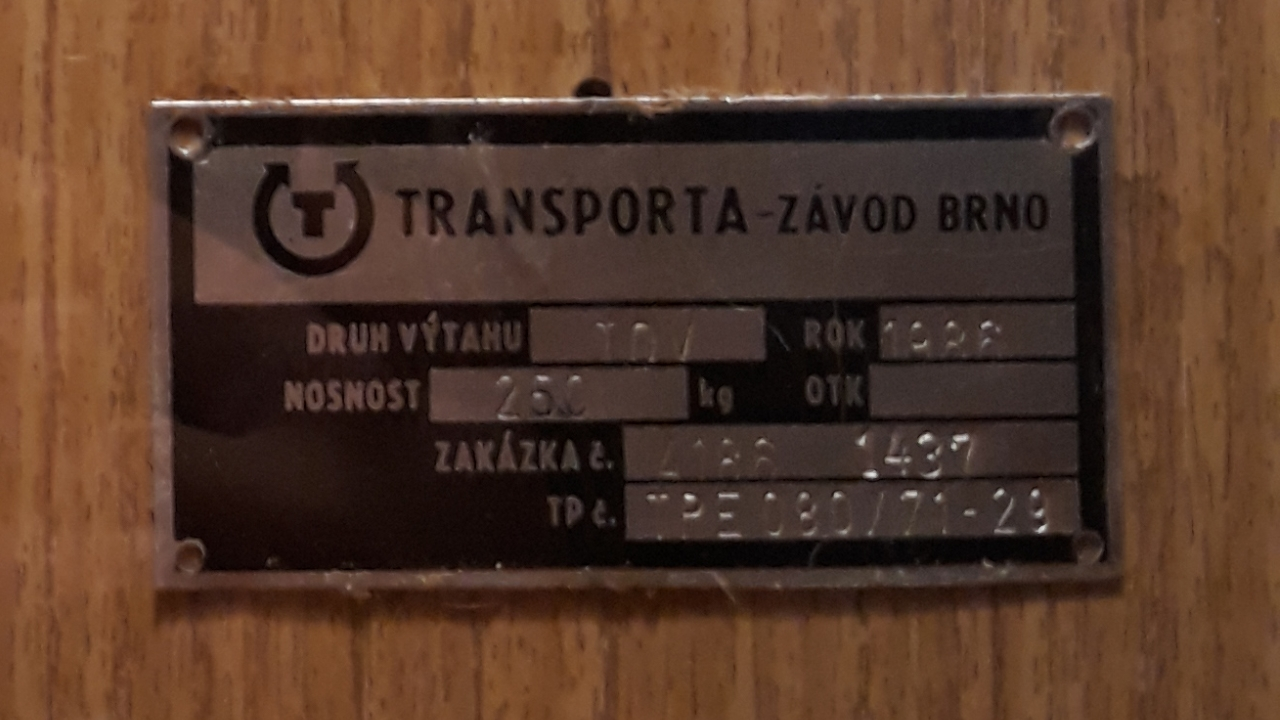
Výrobní štítek Transporta ve výtahu typu TOV 250

Téměř v každém panelovém domě v Československu byly namontovány výtahy Transporta, závod Brno.
Eskalátory – pohyblivé schody Transporta, byly vyráběny v Chrudimi a později v pobočném závodě Tranza Břeclav. Používány byly v obchodních domech i pražském metru ve výstupech z většinou hloubených stanic a dále ve výstupech z vestibulů na uliční úroveň, a to od počátku provozu metra až do 90. let. Ramena eskalátorů od Transporty byly vyráběny ve velkém počtu jako krátké v lehkém a těžkém provedení typ PSL; PST. Dlouhá těžká ramena hlubinných eskalátorů byla na základě dohody a dělbě práce nakupována ze Sovětského svazu. Montáž prováděli proškolení tuzemští pracovníci. Po zániku firmy Tranza Břeclav začaly být eskalátory nakupovány od firem ze Západní Evropy, i když jejich výroba a montáž probíhala i v bývalém závodě Tranza Břeclav.
Transporta se podílela i na dodávkách technologií pro různá další dopravní zařízení, jako například nákladní lanovky. Nejznámější jsou osobní kabinové a sedačkové lanovky na Lomnický štít, Ještěd, Sněžku a dalších. Transporta také postavila první oběžnou kabinovou lanovku v tehdejším Československu, kdy v srpnu 1967 zahájila provoz lanovka Hrabovo - Malinô Brdo na Slovensku.